# Antonio Farina (poeta)
Antonio Farina (Santa Vittoria (Osilo), 1865 – Bortigiadas, 1944) è stato un poeta italiano di Lingua sarda logudorese.
È stato un protagonista della poesia estemporanea della Sardegna soprattutto con Antonio Cubeddu e Antoni Piredda.
Nei primi anni del 1900 praticò la poesia anche la figlia Maria, che per lunghi anni era stata l'unica femmina a partecipare alle gare. 